# Europa del Nord

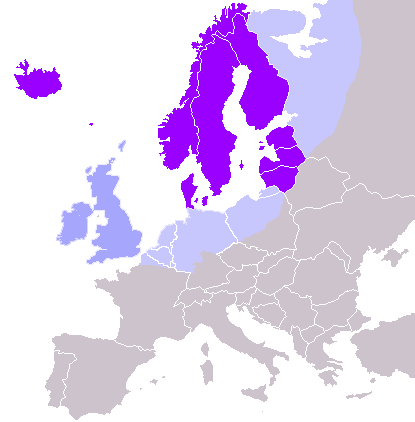
Europa del Nord

Europa del Nord és la part septentrional del continent europeu. Al llarg del temps aquesta regió s'ha definit de forma diversa, però avui dia normalment inclou: 
- Els països nòrdics, que comprenen els estats de Dinamarca, Finlàndia, Islàndia, Noruega i Suècia, juntament amb les illes Åland, Svalbard i Fèroe i, de vegades, Carèlia i la península de Kola.
- La República d'Irlanda, el Regne Unit, l'illa de Man i les illes Anglonormandes (vegeu també Europa Occidental).
- Els estats bàltics: Estònia, Letònia i Lituània.
- Les regions costaneres de la mar Bàltica i de la mar del Nord, com ara la Rússia nord-occidental, el nord de Polònia, els Països Baixos, Bèlgica, Luxemburg i el nord d'Alemanya.

La Divisió d'Estadística de les Nacions Unides defineix l'Europa del Nord com la regió que inclou els estats de:
- Alemanya
- Dinamarca
- Estònia
- Finlàndia
- Irlanda
- Islàndia
- Letònia
- Lituània
- Noruega
- Països Baixos
- Regne Unit
- Suècia

Abans del segle xix, el terme «Europa del Nord» incloïa els països nòrdics, la Rússia europea, els països bàltics (aleshores Livònia i Curlàndia) i Groenlàndia.
Molt abans, quan Europa era dominada per la regió mediterrània (per exemple, durant l'Imperi Romà), tot el que no fos a prop d'aquest mar era anomenat Europa del Nord, incloent-hi Alemanya, els Països Baixos i Àustria. Aquest significat és usual encara en alguns contextos, com quan es parla del Renaixement nòrdic. A l'època medieval, el terme Tule o Ultima Thule es referia a una mena de lloc mític a l'extrem septentrional del continent.
En el context de la Unió Europea, Dinamarca, Suècia, Finlàndia, Alemanya i els Països Baixos conformen el que habitualment s'anomena el Grup Nord
La Dannevirke i el canal de la Mànega sovint són vistos com els límits de l'Europa del Nord, si més no a la part occidental, ja que una gran part dels territoris més al sud foren governats pels francs de Carlemany i els de més al nord ho foren pels anglesos de Canut el Gran.
Avui dia aquest terme és molt subjectiu, ja que el seu significat normalment ve determinat pel punt de vista geopolític del qui parla. Cosa que vol dir que la definició del terme és més aviat sociopolítica, ja que, per exemple, no és racional incloure Anglaterra dins l'Europa del Nord i, en canvi, no incloure-hi els Països Baixos.